# Hengkie Iriawan
Pas d'image ? Cliquez ici
Hengkie Oei Iriawan, né le 28 avril 1945 à Palembang dans les Indes orientales néerlandaises (aujourd'hui l'Indonésie), mort le 23 avril 1972 à Ipoh en Malaisie, était un pilote automobile indonésien.
Hengkie Oei Iriawan naquit dans une famille chinoise aisée établie en Indonésie. Comme la plupart des membres de la communauté chinoise indonésienne, il changea son nom dans les années 1960 et devint Hengkie Iriawan. Hengky débuta la course automobile en 1963 au volant d'une Morris Mini break sur le circuit de Pangkalan Jati à Jakarta. Il acquit rapidement une Jaguar type E coupé et décrocha son premier podium en 1966 dans une course comptant pour le Grand Prix de Macao. Durant la compétition il fit la connaissance du pilote singapourien Rodney Seow qui devint un de ses amis proches. Iriawan pilota sa première monoplace, une Brabham BT 14 poussive, en 1967 dans une course à Kuala Lumpur en Malaisie qui comptait pour le Trophée Tungku Abdul Rahman. Il se sépara de la Brabham et fit l'acquisition d'une Elfin 600 (en) à double arbre à cames en tête, une voiture qui avait déjà été couronnée de succès entre les mains de son constructeur, l'australien Garrie Cooper (en).
Le succès vint rapidement et Hengkie remporta sa première victoire en 1968 sur le circuit de Shah Alam dans une course du Trophée Tungku Abdul Rahman. La semaine suivante, il disputa une course sur le circuit urbain de Johor Bahru sous la pluie, et sortit de la piste après un aquaplanage alors qu'il était en tête. L'Elfin fut endommagée mais reconstruite immédiatement pour le Grand Prix de Macao du 17 novembre 1968 qu'il finit deuxième derrière Jan Bussell (en). Hengkie Iriawan était devenu une grande figure du sport automobile dans le sud-est asiatique et en Australie. Pour la saison 1969, il acquit une Elfin 600C équipée d'un moteur Ford Cosworth FVA de 1 600 cm3 et disputa des courses de la New Zealand Gold Star à Pukekohe Park et Bay Park en Nouvelle-Zélande.
Connu pour être impliqué dans tout ce qui touchait à l'automobile, Hengkie introduisit le karting en Indonésie en 1968 en organisant des courses au Taman Ria Monas à Jakarta-Centre, qui est aujourd'hui un parc national.
Le 23 avril 1972, 5 jours avant son vingt-septième anniversaire, Hengkie Iriawan trouva la mort dans un accident lors du troisième BP Kart Prix, une course de karting autour d'un complexe éducatif à Ipoh. Il laissa une épouse, deux fils et une fille derrière lui. Ses restes sont enterrés au cimetière de Jati Petamburan à Jakarta.

## Source
- Motorsport Memorial - Hengkie Iriawan